# Queso del Valle del Narcea

Ubicación del concejo de Salas en Asturias

El queso del Valle del Narcea es un queso elaborado en la comunidad autónoma del Principado de Asturias, en España.

## Elaboración
Este queso está elaborado con leche de vaca si bien en primavera se hace con mezcla de cabra y vaca y cuajo de cabrito. 
Se coge leche de vaca pasteurizada, se le añaden fermentos y se sube la temperatura a 32 °C. Una vez llegados a esta temperatura se le añade el cuajo. Tras media hora se sala la cuajada, se corta en pequeños trozos y se revuelve para que empiece a perder el suero. El siguiente paso es su introducción en moldes en los que se deja reposar la mezcla media hora para completar el desuerado. Una vez completado este proceso se prensa durante unas horas y se deja madurar durante 2 meses.

## Características
Es un queso de forma circular de medio kilogramo de peso. El interior es de color crema y la corteza, del mismo color, es fina.
Se comercializa también una variedad con nueces.

## Zona de elaboración
Este queso se fabrica en el pueblo de Arcellana o Aciana, concejo de Salas, una única quesería propiedad de María Josefa García.